# World Wide Web Consortium
|  | No s'ha de confondre amb Fundació World Wide Web. |

El World Wide Web Consortium (W3C) és un consorci internacional que treballa per a desenvolupar i promocionar estàndards per al World Wide Web. El dirigeix Tim Berners-Lee, creador del WWW i autor de les especificacions de l'Uniform Resource Locator, l'HTTP i l'HTML, que són les seves principals tecnologies d'aquesta xarxa.
El consorci s'administra de forma conjunta entre el MIT (als Estats Units), l'ERCIM (a Europa) i la Universitat de Keio (al Japó). Per altra banda, el W3C també té distribuïdes oficines arreu del món.
Aquest fou creat inicialment per a garantir una major compatibilitat i acord entre els diferents membres de la indústria a l'hora d'adoptar noves tecnologies web. Abans de la seva creació, per exemple, ja existien problemes de compatibilitat per culpa de diferents versions d'HTML específiques de cada venedor. Cal dir que aquests problemes encara perduren.
Un document del W3C segueix diferents etapes de "maduració" abans d'esdevenir una recomanació pròpiament dita: Working Draft (WD) (esborrany de treball), Candidate Recommendation (CR) (recomanació candidata), Proposed Recommendation (PR) (proposta de recomanació), i finalment una W3C Recommendation (REC) (Recomanació).
Les recomanacions poden actualitzar-se de manera separada en documents d'Errata, fins al moment que hi hagi suficients canvis significatius com per a produir una nova edició de la recomanació. Aquest és el cas de l'XML, que es troba actualment en la tercera edició.
Per altra banda, el W3C també publica diferents tipus de notes informatives, que en principi no caldria considerar com a estàndards.
A diferència de l'Organització Internacional de Normalització, o altres organismes d'estandardització internacionals, el W3C no té cap programa de certificació. Aquest va considerar que, ara per ara, no era aconsellable començar-ne un. Això no obstant, sense que el consorci ho comprovi i se'n faci responsable, es permet que hom qui respecti les recomanacions pugui demostrar-ho, per exemple, amb una pastilla que ho indiqui a llurs llocs web.

## Estàndards
W3C/IETF Estàndards: 
| - CSS - CGI - DOM - GRDDL - HTML - OWL - RDF - SVG |  | - SOAP - SMIL - SRGS - SSML - VoiceXML - WSDL - XACML - XHTML |  | - XML - XML Events - XForms - XML Information Set - XML Schema - XPath - XQuery - XSLT |